# Ilha Stewart
A Ilha Stewart (em maori:  Rakiura) é a terceira maior ilha da Nova Zelândia. Está situada a 30 km a sul da ilha Sul e é separada desta pelo Estreito de Foveaux. Tem 400 habitantes aproximadamente, a maioria na cidade de Oban.

## Geografia
Tem uma área de 1746 km². A zona norte desta ilha está dominada pelo vale do rio Freshwater, que nasce perto da costa noroeste. O maior pico é o monte Anglem, perto da costa norte, com 979 m de altitude.

## História
O capitão James Cook foi, em 1770, o primeiro europeu a avistar a ilha, ainda que pensasse que se encontrava ligada à Ilha Sul e nomeou-a como "Cabo Sul". No começo do século XIX, os europeus deram-se conta de que era uma ilha. Chamaram-lhe Stewart em homenagem ao capitão William Stewart, que em 1809 foi o primeiro a fazer uma carta de navegação da ilha.

## Cidades
A única localidade é Oban, que se situa na Baía Half Moon. Um povoado anterior era Point Pegasus, que contava com correio, várias lojas e estava situada na costa sul. Atualmente esta está desabitada e só é acessível por mar ou com uma difícil excursão pedestre atravessando a ilha. Em 2013 a ilha tinha 381 habitantes.

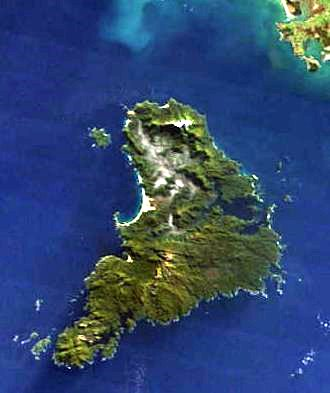
Ilha Stewart em imagem de satélite.

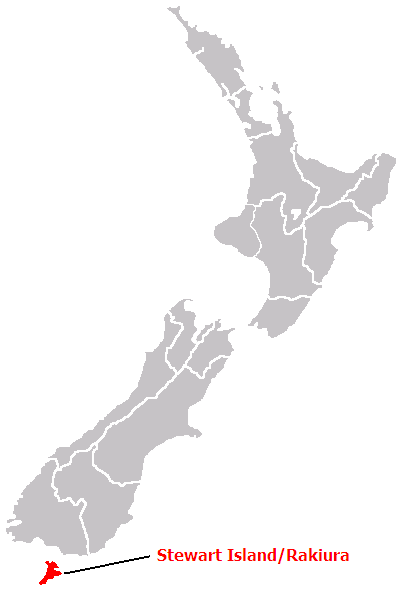
Localização da Ilha Stewart, Nova Zelândia.